# 藤原経忠
藤原 経忠（ふじわら の つねただ）は、平安時代後期の公卿。藤原北家中関白家、播磨守・藤原師信の子。官位は従二位・中納言。

## 経歴
白河朝末の応徳3年（1086年）従五位下に叙爵し、寛治2年（1088年）左兵衛佐に任官する。兵衛佐の功労などにより、寛治4年（1090年）従五位上次いで正五位下、寛治7年（1093年）従四位下、嘉保3年（1096年）従四位上と昇進した。
承徳2年（1098年）正四位下・安芸守に叙任されて、地方官に遷る。なお、康和4年（1102年）火災によって経忠の邸宅が焼亡している。康和5年（1103年）宗仁親王の立太子に伴い、東宮昇殿を許される。嘉承2年（1107年）堀河天皇が崩御して宗仁親王が即位すると（鳥羽天皇）、経忠は引き続き昇殿を許される。同年、馬1匹を奉献するための使者として派遣された。嘉承3年（1108年）邸宅に落雷があり、侍者一人が死亡している。
その後、天仁3年（1110年）右馬頭、天永2年（1111年）皇太后亮（皇后は鳥羽天皇准母の令子内親王）と京官を務める一方で、但馬介・近江守等の地方官も兼帯した。
保安5年（1124年）26年ぶりの昇叙により従三位・左京大夫に叙任され公卿に列す。大宰大弐を経て、鳥羽院政期前期の長承2年（1133年）参議に任ぜられた。議政官として左京大夫・大蔵卿を兼任し、長承3年（1134年）正三位に叙せられる。その後も保延2年（1136年）11月に権中納言、12月には中納言に昇任されるなど、鳥羽院政期前期に急速に昇進を果たしている。保延4年（1138年）従二位に至る。
同年4月15日病のため出家し、7月16日薨去。享年64。

## 官歴
- 応徳3年（1086年） 正月7日：従五位下（令子内親王給）
- 寛治元年（1087年） 12月13日：越前権守
- 寛治2年（1088年） 7月6日：左兵衛佐
- 寛治3年（1089年） 正月6日：兼周防守（院分）
- 寛治4年（1090年） 正月7日：従五位上（佐労）、4月20日：正五位下（行幸鳥羽院賞）
- 寛治5年（1091年） 7月29日：昇殿
- 寛治7年（1093年） 正月5日：従四位下（佐労）
- 嘉保3年（1096年） 正月7日：従四位上（院御分）
- 永長2年（1097年） 正月29日：兵部大輔（今日守得替）
- 承徳2年（1098年） 正月27日：安芸守、7月27日：正四位下（行幸院賞）
- 康和5年（1103年） 8月17日：東宮昇殿（春宮・宗仁親王）
- 長治3年（1106年） 3月11日：得替
- 嘉承2年（1107年） 7月19日：止昇殿（依帝崩也）、新帝昇殿
- 天仁3年（1110年） 正月28日：右馬頭
- 天永2年（1111年） 正月23日：兼皇后宮亮（皇后・令子内親王）
- 天永4年（1113年） 正月28日：但馬介
- 永久3年（1115年） 8月13日：兼近江守、10月13日：還昇、頭亮如元
- 元永2年（1119年） 3月：辞守
- 保安2年（1121年） 6月26日：辞右馬頭（申男忠能任之）
- 保安4年（1123年） 正月28日：止昇殿
- 保安5年（1124年） 正月5日：従三位（行幸二条院賞。新院御給）、12月20日：左京大夫
- 大治3年（1128年） 正月24日：大宰大弐
- 長承2年（1133年） 10月26日：参議、左京大夫如元
- 長承3年（1134年） 2月22日：大蔵卿、止大夫、備前権守、5月19日：正三位（行幸石清水賀茂行事賞）
- 保延2年（1136年） 11月4日：権中納言、12月9日：中納言
- 保延3年（1137年） 12月16日：太皇大后宮権大夫（太皇太后・令子内親王）
- 保延4年（1138年） 正月2日：従二位（行幸院賞）、4月15日：出家。7月16日：薨去

## 系譜
- 父：藤原師信
- 母：安楽寺別当増守（または増秀）の娘[5]
- 妻：藤原実子（藤原公実の娘） - 鳥羽院乳母
  - 長男：藤原忠能（1094-1158）
  - 次男：藤原経親（?-?）
  - 三男：藤原信輔（?-1184）
  - 四男：藤原経雅（?-?）
- 生母不明の子女
  - 五男：藤原信経
  - 六男：藤原実経
  - 男子：忠覚
  - 男子：増修
  - 男子：行縁
  - 男子：増忠
  - 女子：藤原家成室